# Aldoar
Aldoar era una freguesia portuguesa del municipio de Oporto, distrito de Oporto.

## Historia
Fue suprimida el 28 de enero de 2013, en aplicación de una resolución de la Asamblea de la República portuguesa promulgada el 16 de enero de 2013 al unirse con las freguesias de Foz do Douro y Nevogilde, formando la nueva freguesia de Aldoar, Foz do Douro e Nevogilde.

## Patrimonio
- Casa Manoel de Oliveira